# 三日月トリオ
三日月トリオは、マセキ芸能社に所属していた日本の元お笑いトリオ。2004年結成。2013年8月19日に解散を発表。

## メンバー
- 梨岡丈純(なしおか たけずみ、1985年12月17日 - )
  - ツッコミ・ネタ作り担当。
  - 身長182cm、体重55kg、血液型B型。
- 田中スケナリ（たなか スケナリ、1985年10月10日 - ）本名、田中 祐成(たなか すけなり)
  - ボケ担当。
  - 身長164cm、体重55kg、血液型AB型。
- 宮部啓輔（みやべ けいすけ、1985年10月10日 -）
  - ボケ・ツッコミ担当。
  - 身長165cm、体重58kg、血液型A型。

## 来歴
2004年に結成。吉本興業の所属となる（3人ともNSCには通っておらず、オーディションで入社している）。芸歴としては、大阪NSC27期生及び東京NSC10期生と同期となる。
2011年に吉本を退社し、フリーで活動。2012年6月にマセキ芸能社に所属。
2013年8月19日をもって解散。

## 賞レース戦歴
- 2008年 キングオブコント 1回戦敗退
- 2009年 キングオブコント 準決勝進出
- 2009年 M-1グランプリ 3回戦進出
- 2010年 キングオブコント 2回戦進出
- 2011年 キングオブコント 1回戦敗退